# Football Club Eeklo Meetjesland
Maillots
Dernière mise à jour : 3 août 2017.
Le Football Club Eeklo Meetjesland est un club de football belge localisé dans la commune d'Eeklo en Flandre-Orientale. Ce club porte le matricule 231 et ses couleurs sont le vert et le rouge. Ce club est issu d'une fusion intervenue en 1921 entre deux cercles de la ville, le Daring Eecloo et Ledeganckvrienden. Le nom du club suit l'évolution du nom de la ville, qui passe de « Eecloo », sa forme française, à « Eeklo », sa forme flamande. Le club a disputé 41 saisons dans les séries nationales au cours de son Histoire sous le nom de Koninklijke Football Club Eeklo, dont 8 en Division 2, le plus haut niveau qu'il ait atteint. Il évolue en deuxième provinciale lors de la saison 2017-2018.

## Histoire

### Fondation du club
Un premier club voit le jour dans la ville d'Eecloo en 1920, le Daring Eecloo. Plus ou moins à la même période, un autre club est fondé sous le nom de Ledeganckvrienden. Le 8 mars 1921, les deux clubs fusionnent pour former le Ledeganckzonen Eecloo. Il change peu après de nom pour devenir le Football Club Eecloo, et s'affilie en fin d'année à l'Union Belge sous ce nom. En décembre 1926, le club reçoit le matricule 231.

### Première montée en Division 3
Le FC Eecloo rejoint pour la première fois la Promotion, alors troisième et dernier niveau national, en 1930. L'expérience ne dure que deux ans, ensuite le club est relégué. Avant la Seconde Guerre mondiale, le club flamandise son nom en « FC Eeklo ». Le club est reconnu « Société Royale » le 4 décembre 1951 et prend le nom de « Koninklijke Football Club Eeklo ». Un an plus tard a lieu une grande réforme des divisions nationales, menant à la création d'un quatrième niveau, qui hérite du nom de Promotion. Le club retrouve à cette occasion les séries nationales. Lors de la saison de son retour, il joue le haut du tableau, et termine à la troisième place. Après deux saisons moins bonnes, le club parvient à décrocher le titre en 1956 et est ainsi promu en Division 3.
Le KFC Eeklo dispute quatre bonnes saisons en troisième division, terminant dans le sub-top à chaque fois. Mais à partir de 1960, les résultats sont moins bons, le club luttant pour son maintien. Après plusieurs années à l'éviter de justesse, le club subit une relégation en 1964 et redescend en Promotion. Un an plus tard, il est à nouveau relégué et doit quitter les divisions nationales après treize saisons de présence consécutives. Le club joue ensuite durant dix ans dans les séries provinciales.

### Ascension vers la Division 2
En 1974, le KFC Eeklo est de retour en Promotion. Le club loupe la montée lors de sa première saison, terminant un point derrière le champion, le Hoger-Op Merchtem. Il reste parmi les meilleures équipes de sa série, et termine une nouvelle fois vice-champion en 1978, à cinq points du SK Roulers. Après une troisième place de deuxième en 1984, le club finit par remporter sa série l'année suivante et remonte en Division 3. Il poursuit sur sa lancée, et décroche un nouveau titre deux ans plus tard. Le club est promu pour la première fois en Division 2 en 1987.
En deuxième division, le club d'Eeklo termine régulièrement en milieu de classement. En 1989, le club termine septième au classement final, mais remporte une tranche du championnat, ce qui lui permet de disputer le tour final pour la montée en première division. Il finit dernier et n'est pas promu. La saison suivante, il obtient son meilleur classement historique avec une sixième place finale, mais ne participe pas au tour final. Les saisons suivantes, les résultats du club sont moins bons, et il n'évite la relégation que pour un point en 1993. Après une saison correcte, le club finit bon dernier en 1995 d'une Division 2 élargie à 18 équipes, et doit redescendre en troisième division.

### Relégation et soucis financiers
Après une bonne saison en Division 3, le club connaît de nouvelles difficultés. En 1998, il termine à égalité de points avec l'Olympic Charleroi à la treizième place, et doit disputer un test-match pour connaître lequel des deux clubs sera quatorzième et barragiste. Eeklo s'incline lourdement 2-6 et doit disputer le tour final avec les équipes de Promotion. Il y est battu dès le premier tour par l'Eendracht Hekelgem et est relégué au quatrième niveau national. Deux ans plus tard, Eeklo subit une nouvelle relégation et est renvoyé en première provinciale après 26 saisons passées dans les séries nationales.
Durant dix saisons, le KFC Eeklo alterne les bons et les moins bons résultats. En 2010, le club est en proie à des difficultés financières et termine en position de relégable en fin de saison. Un an plus tard, ces problèmes ne sont pas réglés et le club subit une nouvelle relégation, le renvoyant en troisième provinciale en mai 2012. Durant l'été, le club change de nom et devient le K. Football Club Eeklo Meetjesland.

## Résultats dans les divisions nationales
Statistiques mises à jour le 24 juin 2013

### Palmarès
- 1 fois champion de Division 3 en 1987
- 2 fois champion de Promotion en 1956 et 1985

### Bilan
| Niv | Divisions     | Jouées | Titres | TM Up | TM Down |
| --- | ------------- | ------ | ------ | ----- | ------- |
| I   | 1re nationale | 0      | 0      |       |         |
| II  | 2e nationale  | 8      | 0      |       |         |
| III | 3e nationale  | 15     | 1      |       | 1       |
| IV  | 4e nationale  | 18     | 2      |       |         |
| V   | 5e nationale  | 0      | 0      |       |         |
|     |               |        |        |       |         |
|     | TOTAUX        | 41     | 3      | 0     | 1       |

- TM Up : test-match pour départager des égalités, ou toutes formes de Barrages ou de Tour final pour une montée éventuelle.
- TM Down : test-match pour départager des égalités, ou toutes formes de Barrages ou de Tour final pour le maintien.

### Classement saison par saison
| Ordre               | Saison  | Nom du club | Niveau                 | Classement final | Remarques              |
| ------------------- | ------- | ----------- | ---------------------- | ---------------- | ---------------------- |
| 1                   | 1930-31 | FC Eecloo   | Promotion (D3) série A | 12e/14           |                        |
| 2                   | 1931-31 | FC Eecloo   | Promotion (D3) série A | 13e /14          | Relégué!               |
| séries provinciales |         |             |                        |                  |                        |
| 3                   | 1952-53 | K. FC Eeklo | Promotion série A      | 3e/16            |                        |
| 4                   | 1953-54 | K. FC Eeklo | Promotion série D      | 7e/16            |                        |
| 5                   | 1954-55 | K. FC Eeklo | Promotion série C      | 11e/16           |                        |
| 6                   | 1955-56 | K. FC Eeklo | Promotion série A      | 1er/16           | Champion et promu!     |
| 7                   | 1956-57 | K. FC Eeklo | Division 3 série B     | 7e/16            |                        |
| 8                   | 1957-58 | K. FC Eeklo | Division 3 série A     | 4e/16            |                        |
| 9                   | 1958-59 | K. FC Eeklo | Division 3 série B     | 7e/16            |                        |
| 10                  | 1959-60 | K. FC Eeklo | Division 3 série A     | 14e/16           |                        |
| 11                  | 1960-61 | K. FC Eeklo | Division 3 série A     | 14e/16           |                        |
| 12                  | 1961-62 | K. FC Eeklo | Division 3 série A     | 10e/16           |                        |
| 13                  | 1962-63 | K. FC Eeklo | Division 3 série A     | 12e/16           |                        |
| 14                  | 1963-64 | K. FC Eeklo | Division 3 série B     | 15e/16           | Relégué!               |
| 15                  | 1964-65 | K. FC Eeklo | Promotion série B      | 15e/16           | Relégué!               |
| séries provinciales |         |             |                        |                  |                        |
| 16                  | 1974-75 | K. FC Eeklo | Promotion série A      | 2e/16            | [ saisons 1 ]          |
| 17                  | 1975-76 | K. FC Eeklo | Promotion série A      | 4e/16            |                        |
| 18                  | 1976-77 | K. FC Eeklo | Promotion série B      | 7e/16            |                        |
| 19                  | 1977-78 | K. FC Eeklo | Promotion série C      | 2e/16            | [ saisons 2 ]          |
| 20                  | 1978-79 | K. FC Eeklo | Promotion série B      | 6e/16            |                        |
| 21                  | 1979-80 | K. FC Eeklo | Promotion série A      | 8e/16            |                        |
| 22                  | 1980-81 | K. FC Eeklo | Promotion série A      | 5e/16            |                        |
| 23                  | 1981-82 | K. FC Eeklo | Promotion série A      | 13e/16           |                        |
| 24                  | 1982-83 | K. FC Eeklo | Promotion série A      | 10e/16           |                        |
| 25                  | 1983-84 | K. FC Eeklo | Promotion série A      | 2e/16            | [ saisons 3 ]          |
| 26                  | 1984-85 | K. FC Eeklo | Promotion série A      | 1er/16           | Champion et promu!     |
| 27                  | 1985-86 | K. FC Eeklo | Division 3 série A     | 8e/16            |                        |
| 28                  | 1986-87 | K. FC Eeklo | Division 3 série A     | 1er/16           | Champion et promu!     |
| 29                  | 1987-88 | K. FC Eeklo | Division 2             | 7e/16            |                        |
| 30                  | 1988-89 | K. FC Eeklo | Division 2             | 7e/16            | Tour final!            |
| 31                  | 1989-90 | K. FC Eeklo | Division 2             | 6e/16            |                        |
| 32                  | 1990-91 | K. FC Eeklo | Division 2             | 8e/16            |                        |
| 33                  | 1991-92 | K. FC Eeklo | Division 2             | 12e/16           |                        |
| 34                  | 1992-93 | K. FC Eeklo | Division 2             | 14e/16           |                        |
| 35                  | 1993-94 | K. FC Eeklo | Division 2             | 7e/16            |                        |
| 36                  | 1994-95 | K. FC Eeklo | Division 2             | 18e/18           | Relégué!               |
| 37                  | 1995-96 | K. FC Eeklo | Division 3 série A     | 5e/16            |                        |
| 38                  | 1996-97 | K. FC Eeklo | Division 3 série A     | 11e/16           |                        |
| 39                  | 1997-98 | K. FC Eeklo | Division 3 série A     | 14e/16           | Relégué après barrages |
| 40                  | 1998-99 | K. FC Eeklo | Promotion série A      | 11e/16           |                        |
| 41                  | 99-2000 | K. FC Eeklo | Promotion série A      | 15e/16           | Relégué!               |
| séries provinciales |         |             |                        |                  |                        |

## Joueurs

### Anciens joueurs connus
- Aimé Anthuenis, ancien entraîneur des Diables Rouges, d'Anderlecht et de Genk notamment, joue au KFC Eeklo de 1974 à 1978.
- Francis Couvreur, champion de Belgique avec le FC Bruges en 1990, joue une saison à Eeklo en 1991-1992.
- Jean-Claude Mukanya, international congolais (49 sélections), commence sa carrière professionnelle à Eeklo entre 1987 à 1989.
- Yves Soudan, ancien joueur du Standard de Liège, joue une saison à Eeklo en 1996-1997.
- Jef Vanthournout, vainqueur de la Coupe de Belgique avec le Cercle de Bruges, joue au KFC Eeklo lors de la saison 1990-1991.